# Notícias Impressionantes
Notícias Impressionantes é um programa de variedades produzido pelo SBT. Exibido na emissora na madrugada de sábado para domingo à meia-noite, e tendo reprises aos domingos às 9 da manhã, o programa aborda os acontecimentos mais espetaculares e insanos do mundo. O programa foi exibido pela primeira vez em 22 de julho de 2020, substituindo o Triturando, sendo cancelado no mesmo dia. Retornou em 2 de agosto de 2020, agora com exibição aos domingos, substituindo a reapresentação do Triturando e o seriado El Chavo del Ocho.

## Produção
Fim do Triturando
Em 22 de julho de 2020, Silvio Santos ordena o cancelamento do Triturando devido aos baixos índices de audiência e também dispensa toda a sua equipe, deixando apenas Chris Flores para comandar um programa baseado em notícias impressionantes e sobre acontecimentos inacreditáveis, quadro esse apresentado no Triturando, pegando a produção do programa de surpresa. Até então, o programa Triturando seria encerrado no dia 19 de junho e substituído pelo Fofocalizando, que seria relançado e teria a volta de Lívia Andrade na apresentação, inclusive chamadas anunciando a volta do programa já haviam sido levadas ao ar, porém no dia 22 do mês, Silvio volta atrás e mantém o Triturando no ar com a mesma equipe, anunciando que só voltaria com a atração se os comentaristas originais como Leão Lobo e Décio Piccinini retornassem ao programa, já que ambos estavam dispensados de qualquer trabalho do SBT por pertencerem ao grupo de risco da COVID-19.
Cancelamento e volta do Triturando
No mesmo dia de sua estreia, Silvio Santos determinou o fim da atração devido a repercussão negativa nas redes sociais. Com isso, o espaço do programa volta a ser ocupado pelo Triturando, ocasionando na volta de toda sua equipe.
Volta aos domingos
Em 29 de julho de 2020, o SBT é pego de surpresa com o anúncio da não renovação do contrato entre o Grupo Chespirito e a Televisa para o fornecimento de episódios das séries El Chavo del Ocho, El Chapulín Colorado, Chespirito e El Chavo Animado. O rompimento do acordo atingiu em cheio a emissora paulista e o Multishow, também detentor dos direitos de El Chavo del Ocho e El Chapulín Colorado, fazendo com que as séries deixassem a grade de suas respectivas emissoras até o dia 31 do mesmo mês. 
Com o fim da exibição dos seriados mexicanos após quase 36 anos na grade do SBT, Silvio Santos determinou a volta da atração aos domingos na faixa das 9h45, substituindo El Chavo del Ocho e a reapresentação do Triturando a partir de 2 de agosto. Também ganha episódios inéditos aos sábados às 0h35, também substituindo as reprises do Triturando. Logo depois, foi decidido que os episódios inéditos ficam aos domingos e a reapresentação na madrugada de sábado para domingo. Em 6 de março de 2021, o programa passa a ser exibido apenas nas madrugadas de sábado para domingo, enquanto que o espaço da edição dominical é ocupado pelas séries The Adventures of Rin Tin Tin e The Thundermans. Mas devido aos baixos índices de audiência das séries, em 14 de março de 2021, o programa volta a ter edições inéditas aos domingos.

## Formato
O programa exibe imagens que chocaram o mundo, além de vídeos mais acessados da internet com fatos curiosos do mundo.
Com o seu retorno, o programa foi reformulado, ganhando nova identidade visual, além de um novo cenário e também passa a contar com entrevistas exclusivas e ganha um novo quadro: Superação. A atração continua exibindo vídeos da internet e fofocas sobre o mundo dos famosos.
Nos episódios seguintes, deixa de ter a apresentação de Chris Flores, causando também a saída do quadro Superação e das entrevistas exclusivas, exibindo apenas vídeos narrados por Gabriel Cartolano, sendo substituído em seguida por Marcelo Caodaglio.

## Exibição
Inicialmente iria ao ar de segunda à sexta das 15h15min às 16h15min, como o projeto foi cancelado, o plano não foi levado adiante.
Em seu retorno, chegou a ser exibido aos domingos com episódios inéditos às 9h00min e reapresentação nas madrugadas de sábado para domingo às 0h30min até o dia 28 de fevereiro de 2021. Durante a exibição da série The Boys, as reprises eram exibidas às 1h30min entre 5 de setembro e 24 de outubro de 2020. Em 6 de março de 2021, chegou a ser exibida apenas na madrugada de sábado para domingo ás 0h35min, voltando a ter edições inéditas aos domingos no horário das 9h00min ás 11h00min em 14 de março, com reprises aos sábados ás 0h15min. 
Em 26 de fevereiro de 2022, as edições de sábado passaram a ser exibidas às 18h15min. As de domingo permaneceram das 9h00min até 11h00min. Em 15 de março de 2022, o programa passou a ser exibido também de segunda a sexta de 12h00min até 14h15min, ficando no ar até 13 de maio. Em 14 de maio, a edição de sábado volta para a faixa das 0h00min. Em 9 de julho, volta a ter dois horários aos sábados: ás 18h15min e 0h00min. Desde 4 de março de 2023, a reprise do programa volta a ser exibida apenas às 0h00min, com o espaço das 18h15min sendo coberto pelo Programa Raul Gil. Em 8 de março de 2024, o programa foi ao ar de maneira emergencial entre 6h17min e 6h38min devido aos problemas técnicos do Primeiro Impacto, sendo exibido sem vinheta de abertura e encerramento. Desde o dia 10 de março de 2024, são exibidos apenas reprises de edições anteriores, já que a produção técnica do programa foi deslocada para as novas atrações do SBT.
O Notícias Impressionantes não é um programa com exibição nacional, pois é exibido durante a faixa reservada à programação local. Algumas emissoras da rede, como o SBT Rio, não exibem o programa. Apenas a reprise aos sábados é exibida nacionalmente.

## Repercussão
Alguns críticos de TV observaram que não houve nenhum tipo de mudança quanto ao formato do Triturando como ao Notícias Impressionantes, entre eles a inserção de fofocas no meio de um programa sobre acontecimentos surpreendentes. Críticos do UOL como Fefito e Chico Barney chegaram a ironizar a presença de Chris Flores, considerando ela como "comentarista do Zap" e "funcionária do ano", no caso desse último por sempre estar presente nas mudanças sem prévio aviso do SBT programadas por Silvio e por manter a postura perante as mudanças. Nas redes sociais, os telespectadores também não deixaram de atribuir piadas as mudanças do SBT, principalmente na presença de fofocas no programa. Outros chegaram a fazer comparações com o então extinto Fofocalizando.

#### Audiência
Em sua única exibição em 22 de julho de 2020, cravou apenas 3,4 pontos, não alterando o público do horário das 15h15.
Com sua volta na madrugada de 2 de agosto de 2020, o programa consolidou 3,5 pontos. Apesar de ficar em terceiro lugar disputando contra a série Chicago Med e assumindo o segundo lugar contra o religioso Fala que Eu Te Escuto, o programa aumentou a audiência do horário. Já na exibição matinal, o programa consolidou 4,1 pontos, agora ficando na vice-liderança isolada enfrentando os Desenhos Bíblicos e Everybody Hates Chris, na RecordTV.

## Apresentadores
- Chris Flores (22 de julho; 2 de agosto – 13 de setembro de 2020)